# پیتر مدیشی
پیتر مدیشی (مجاری: Péter Medgyessy؛ زادهٔ ۱۹ اکتبر ۱۹۴۲) یک اقتصاددان و سیاست‌مدار اهل مجارستان است.
وی همچنین برنده جوایزی همچون لژیون دونور (افسر بزرگ) شده‌است.